# 신복모
신복모(申福模, 1832년 ~ 1886년 12월 7일)는 조선 후기의 무신, 군인이자 개화당원이다. 갑신정변 당시 서재필, 이규완, 신중모, 유혁로, 정난교 등과 함께 행동대장의 한 사람으로 활약하였다. 조선인 최초의 군사 유학생의 한 사람이기도 하다. 처음 이름은 복모(複模), 본관은 고령이다.

## 생애
아버지는 신경양(申景洋)이고 어머니는 동복오씨(同福吳氏)이며, 할아버지는 승지에 추증된 신혁권(申爀權)이다. 신중모의 형이다. 본명은 복모(複模)였다가 뒤에 복모(福模)로 개명하였다.
무과의 초시에 응시하여 입격하였으나, 복시에 합격하지 못하여 한량으로 불렸다. 1882년(고종 19년) 박영효 등이 일본에 파견될 때 김옥균의 천거로 수행원의 한 사람에 선발되었다. 이어 박영효, 김옥균을 따라 일본에 건너갔으며, 김옥균의 추천으로 토야마 육군하사관학교에 입학, 1883년 졸업과 동시에 귀국하였다. 1883년 4월 무과에 급제, 군관이 되었다.
이듬해 박영효(朴泳孝)가 한성부 판윤에서 광주부유수 겸 수어사로 전임되자 그는 이은돌(李殷乭)과 함께 광주영교장(營敎長)이 되었다.
1884년(고종 21년) 5월 서재필 등 또다른 군사 유학생들이 귀국하자, 이들과 함께 갑신정변 거사에 가담, 그는 1개 행동대의 지휘를 맡았다. 12월 4일 전위영(前衛營)의 병졸 40여 명을 이끌고 금호문(金虎門) 밖에서 매복 대기하고 있다가, 우정국사건이 발생하면 급거 입궐할 민태호(閔台鎬) ·조영하(趙寧夏) 등 사대당의 대신들을 저격하려는 계획을 세웠다.
뜻은 이루지 못했으나 개화당 집권 3일천하를 이룩하는 데 중요한 역할을 했으며 국왕 내외가 파천(播遷, 임금이 도성을 떠나 피난하는 일)하자 궁궐을 수비하였다. 12월 7일 청나라 군대의 개입으로 개화당 정부가 붕괴되자 은신, 수배를 피해 피난 생활을 하였다. 1886년 은신처에서 밀고로 체포되어 그해 12월 7일 사형당했다. 시신은 아버지 신경양의 묘소 근처인 전라남도 고흥군 고흥읍 장전리 만덕산하 을좌쌍영에 안장되었다.
1908년(순종 2년) 사면 복권되었으며, 1910년(융희 4년) 7월 18일 종2품 가선대부 규장각부제학(奎章閣副提學)에 추증되었다.

## 가족 관계
- 증조부 : 신의택(申義澤:, 1729 ~ 1791)
- 할아버지 : 신혁권(申爀權, 1779 ~ 1839)
- 아버지 : 신경양(申景洋, 1810 ~ ?)
- 어머니 : 동복오씨(同福吳氏)
  - 형 : 신흥모(申興模, 1829 ~ 1884)
  - 동생 : 신중모(申重模, 1833 ~ 1884)
- 부인 : 밀양박씨(密陽朴氏, 생몰년 미상)
  - 아들 : 신용구(申用求, 1867 ~ ?)
    - 손자 : 신세휴(申世休, 1898 ~ ?)
    - 손자 : 신중휴(申仲休), 숙부 신천구의 양자가 됨.
    - 손자 : 신갑휴(申甲休, 1904 ~ ?)
    - 손자 : 신진휴(申鎭休, 1906 ~ ?)
    - 손자 : 신인휴(申璘休, 1911 ~ ?)

  - 아들 : 신천구(申天求, 1876 ~ ?)
    - 손자 : 신중휴(申仲休, 1900 ~ ?)

## 같이 보기
- 갑신정변
- 김옥균
- 박영효
- 박응학
- 서광범
- 서재필
- 윤치호
- 이규완
- 윤경순